# Пянь
Пянь (Зв'язка; кит.: 篇; піньінь: piān) — одиниця виміру обсягу тексту в Китаї. Спочатку позначала зв'язку бамбукових планок, які до винаходу паперу використовувалися в якості матеріалу для запису і зберігання рукописів. Зв'язка складалася з 20-30 планок шириною близько одного сантиметра і довжиною від 20 до 40 сантиметрів. На кожній планці розміщувалося від 30 до 50 ієрогліфів. У сучасній китайській мові пянь —  рахункове слово для листів, аркушів паперу, глав, статей. Крім пянь, в стародавньому Китаї існувала ще одна одиниця обчислення —  цзюань (сувій; 卷), яка позначала шматок шовку з записаним на ньому текстом.
Залежно від обсягу і типу твору, слово пянь на інші мови може перекладатися як глава, розділ, книга, пісня (наприклад: 詩 三百篇 триста пісень «Ші цзіна») або не перекладалися зовсім. Наприклад: Чжуанцзі підрозділяється на вісім цзюанів і тридцять три пянь.